# Ябълкова листна бълха
Ябълковите листни бълхи (Cacopsylla mali) са вид насекоми от семейство Psyllidae.
Таксонът е описан за пръв път от Йозеф Шмедбергер през 1836 година.